# حظيره

تعديل مصدري - تعديل

حظيرة هي إحدى حارات مدينة مذيخرة بمحافظة إب، بلغ تعداد سكانها 156 نسمة حسب تعداد اليمن لعام 2004.